# Glaucopsyche xerces
Xerces de Californie
Espèce
Statut de conservation UICN

 EX  : Éteint
Glaucopsyche xerces, le xerces de Californie, est une espèce éteinte de lépidoptères (papillons) de la famille des Lycaenidae. Elle était endémique de Californie.

## Description
L'imago de Glaucopsyche xerces est un petit papillon dont les mâles ont le dessus des ailes bleu, et les femelles brun. Le revers des ailes est beige avec des ocelles blancs parfois pupillés de noir.

## Distribution, disparition
Cette espèce était endémique de Californie, où elle résidait dans les dunes côtières de la péninsule de San Francisco.
Elle y a été vue pour la dernière fois dans les années 1940, et elle est aujourd'hui considérée comme éteinte.
Elle est le premier papillon connu à avoir disparu d'Amérique du Nord à cause de l'action humaine.

## Biologie
Les plantes hôtes étaient Lotus scoparius et Lupinus arboreus.
L'espèce a disparu à cause de la destruction quasi complète de son habitat par l'urbanisation, bien que les causes exactes ne soient pas complètement élucidées.

## Systématique et appellations
Ce taxon a été décrit par l'entomologiste français Boisduval en 1852, sous le nom initial de Lycaena xerces.
Actuellement classé dans le genre Glaucopsyche, il est considéré par certains auteurs comme une espèce, appelée Glaucopsyche xerces, et par d'autres comme une sous-espèce de Glaucopsyche lygdamus, alors appelée Glaucopsyche lygdamus xerces,,.
L'épithète spécifique xerces provient de Xerxès, qui est le nom de rois perses de l'Antiquité. 
Elle est reprise dans le nom vulgaire anglophone de l'espèce : Xerces Blue.
Cette espèce emblématique a par ailleurs donné son nom à la Xerces Society (en), une fondation créée en 1971 et qui a pour but la conservation des invertébrés et de leurs habitats.